# قصبه‌اورنجیق
قصبه‌اورنجیق (به ترکی استانبولی: Kasabaörencik) یک منطقهٔ مسکونی در ترکیه است که در قسطمونی واقع شده‌است.